# Methylencyklopropen
Methylencyklopropen je uhlovodík se vzorcem C4H4, který se jako kapalina nebo v roztoku snadno polymerizuje, ale v plynném skupenství je stálý. Poprvé byl připraven v roce 1984.

## Vlastnosti
Methylencyklopropen je nejjednodušším fulvenem; fulveny jsou nestálé cyklické molekuly, vytvářející konjugované systémy zasahující mimo kruh, přičemž kruh má lichý počet atomů.
Molekula methylencyklopropenu obsahuje dvojici dvojných vazeb. Jeho dipólový moment lze vypočítat Hückelovou metodou a je asi čtyřnásobný oproti pentafulvenu.

### Struktura a reakce
Většina fulvenů není aromatická a vlastnostmi se více podobá alkenům. U tria- a pentafulvenu možnost tvorby dipólů u rezonančních struktur naznačuje aromaticitu kruhu; jedna z rezonancí triafulvenu, na rozdíl od pentafulvenu, má záporný náboj na methylidenovém uhlíku.[zdroj?]
Podobně jako heptafulven (fulven se sedmiuhlíkatým kruhem) se triafulven za teplot nad −20 °C polymerizuje.